# Lynda Bendris
Lynda Bendris (en arabe : ليندة بندريس), née le 25 juillet 2004, est une footballeuse internationale algérienne évoluant au poste d'attaquant à l'AS Cannes.

## Carrière en club
Bendriss a rejoint l'académie du FC Metz dans sa ville natale à l'âge de 13 ans en 2017 et a ensuite remporté le championnat de France U15 avec le club.
Elle rejoint ensuite l'Olympique de Marseille, où elle évolue dans l'équipe réserve du Régional Féminine 1.
À l'été 2024, Bendriss rejoint l'équipe de Division 3 Féminine de l'AS Cannes.

## Carrière internationale
En juillet 2023, elle est convoquée pour la première fois en l'équipe algérienne des moins de 20 ans  pour un match amical contre l'équipe senior de Côte d'Ivoire,.
En février 2025, elle est convoquée pour la première fois en équipe d'Algérie.

## Statistiques de carrière

### Club
| Club              | Saison            | Championnat       | Championnat | Championnat | Coupe nationale | Coupe nationale | Autres | Autres | Total  | Total |
| Club              | Saison            | Division          | Matchs      | Buts        | Matchs          | Buts            | Matchs | Buts   | Matchs | Buts  |
| ----------------- | ----------------- | ----------------- | ----------- | ----------- | --------------- | --------------- | ------ | ------ | ------ | ----- |
| FC Metz           | 2022-2023         | D2F               | 2           | 0           | —               | —               | —      | —      | 2      | 0     |
| FC Metz           | Total             | Total             | 2           | 0           | —               | —               | —      | —      | 2      | 0     |
| AS Cannes         | 2024-2025         | D3F               | 12          | 13          | 3               | 3               | —      | —      | 15     | 16    |
| AS Cannes         | Total             | Total             | 12          | 13          | 3               | 3               | —      | —      | 15     | 16    |
| Total de carrière | Total de carrière | Total de carrière | 14          | 13          | 3               | 3               | —      | —      | 17     | 16    |

### International
| Équipe nationale | Année | Matchs | Buts |
| ---------------- | ----- | ------ | ---- |
| Algérie          | 2025  | 0      | 0    |
| Total            | Total | 0      | 0    |